# Merizodus
Merizodus is een geslacht van kevers uit de familie van de loopkevers (Carabidae). De wetenschappelijke naam van het geslacht is voor het eerst geldig gepubliceerd in 1849 door Solier.

## Soorten
Het geslacht Merizodus omvat de volgende soorten:
- Merizodus angusticollis Solier, 1849
- Merizodus catapileanus Jeannel, 1962
- Merizodus soledadinus (Guerin-Meneville, 1830)